# 1862 Apollo
För andra betydelser, se Apollo.
1862 Apollo är en asteroid som upptäcktes 24 april 1932 av den tyske astronomen Karl Wilhelm Reinmuth i Heidelberg. Asteroiden har fått sitt namn efter Apollon inom grekisk mytologi.
Asteroiden har gett namn åt Apollo-asteroiderna som är en kategori asteroider som har omloppsbanor som likt denna korsar jordens och har sitt medelavstånd utanför jordens.
Den korsar även Mars omloppsbana.

## Måne
Den 30 oktober till 2 november 2005 observerades från Arecibo-observatoriet en måne i en omloppsbana 3 km ovanför asteroiden. Månen är cirka 75 m i diameter.